# Holomelina opelloides
Holomelina opelloides är en fjärilsart som beskrevs av Graef. 1887. Holomelina opelloides ingår i släktet Holomelina och familjen björnspinnare. Inga underarter finns listade i Catalogue of Life.